# Operazione mistero
Operazione mistero (Hell and High Water) è un film del 1954 diretto da Samuel Fuller.
È un film d'azione a sfondo spionistico statunitense con Richard Widmark, Bella Darvi e Victor Francen.

## Trama
1953. Temendo un'aggressione nucleare da parte di nemici comunisti, alcuni privati cittadini statunitensi organizzano e finanziano una missione per controllare i movimenti sospetti di alcune navi sconosciute a nord del Giappone, nel mar Artico. Viene ingaggiato un ex ufficiale di marina, Adam Jones, il quale, aiutato da un equipaggio di marinai volontari, provvede a rimettere in attività un vecchio sommergibile giapponese, scampato alla guerra. 

Per svolgere la missione, nel sommergibile sono imbarcati anche due eminenti scienziati francesi, il professor Montel e sua figlia Denise. Durante la navigazione, vengono intercettati da un sommergibile cinese, con cui sono costretti ad un estenuante duello per sfuggirgli.

Giunti su un'isola, occupata dal nemico, scoprono un bombardiere americano, ma con equipaggio cinese, che sta caricando una bomba atomica. Questa sarà usata per creare un incidente nucleare internazionale, facendo così cadere la responsabilità sugli americani.
 
L'equipaggio del sommergibile riuscirà a fare precipitare il bombardiere, a costo della vita del professor Montel.
"Ogni uomo ha una ragione per vivere e un prezzo per morire"

## Produzione

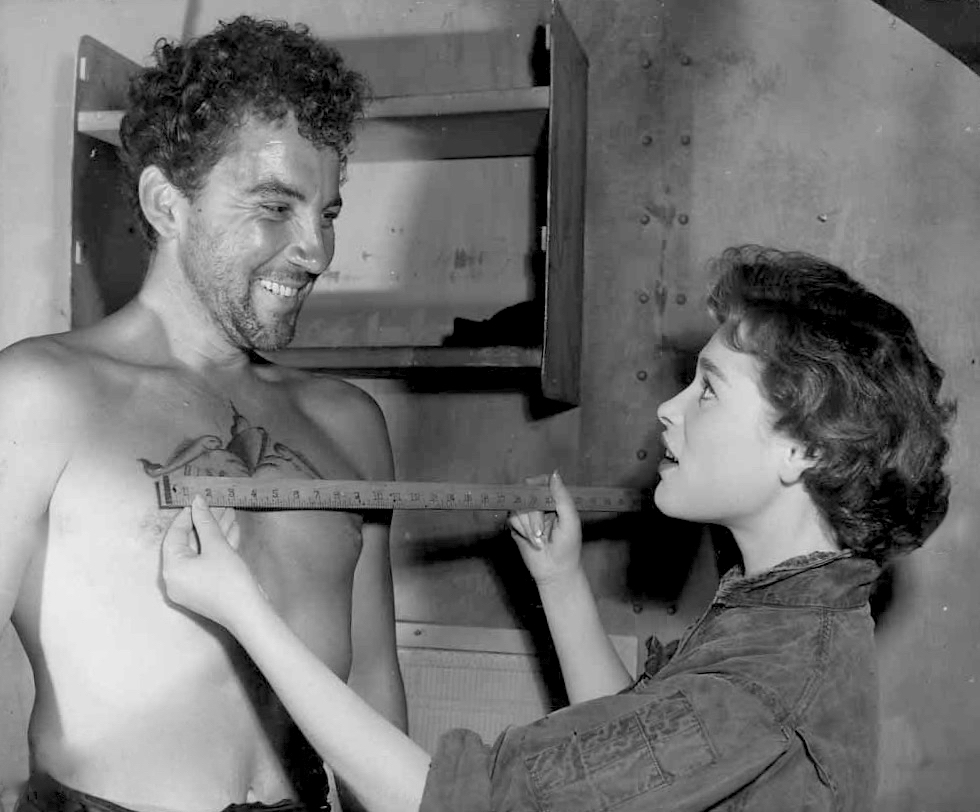
Cameron Mitchell e Bella Darvi sul set

Il film, diretto da Samuel Fuller su una sceneggiatura di Jesse Lasky Jr. e dello stesso Fuller su un soggetto di David Hempstead, fu prodotto da Raymond A. Klune per la Twentieth Century Fox Film e girato in Francia da fine giugno a metà agosto 1953.

## Distribuzione
Negli Stati Uniti, distribuito dalla Twentieth Century Fox Film Corporation con il titolo Hell and High Water, il film uscì nelle sale il 6 febbraio 1954, dopo essere stato presentato in prima a New York il 1º febbraio).
Altre distribuzioni:
- in Giappone il 1º giugno 1954
- in Svezia il 30 luglio 1954 (Havets demoner)
- in Germania Ovest il 31 luglio 1954 (Inferno)
- in Spagna il 27 ottobre 1954 (El diablo de las aguas turbias)
- in Finlandia il 26 novembre 1954 (Merten paholaiset)
- in Belgio il 10 dicembre 1954 (Le démon des eaux troubles e De duivel van de troebele wateren)
- in Francia il 10 dicembre 1954 (Le démon des eaux troubles)
- in Austria nel marzo del 1955 (Inferno)
- in Portogallo il 19 maggio 1955 (O Demónio dos Mares)
- in Danimarca il 5 luglio 1955 (Atomforsker forsvundet)
- in Iran il 22 febbraio 1956 (Oqyanus-e djahannam)
- in Brasile (Tormenta Sob os Mares)
- in Grecia (Kataramena nera)
- in Ungheria (Inferno)
- in Italia (Operazione mistero)
- in Polonia (Piekielna misja)

## Critica
Secondo il Morandini il film è "un risotto di contraddizioni e assurdità" sull'eventualità della minaccia nucleare a livello globale ma riesce in qualche modo a mantenere il filo della drammaticità. Secondo Leonard Maltin il film è caratterizzato da una "miscela non ben equilibrata di sentimento, spionaggio e avventura fracassona".